# Passo di Irkeštam
Il passo di Irkeštam (in kirghiso Иркештам?, Irkeştam) è un passo di montagna situato nella parte orientale della valle di Alaj, in Kirghizistan.
Il valico è uno dei due principali attraversamenti di frontiera (l'altro è il passo Torugart) tra l'ex repubblica sovietica e la Cina, entrambi aventi come destinazione Kashgar; sul versante chirghiso una strada in pessime condizioni si inoltra nella valle di Alaj per arrivare fino al nodo stradale di Sary Taš.
Viaggiare attraverso il passo di Irkeštam può essere difficoltoso a causa della carenza di manutenzione delle infrastrutture, neve, veicoli in avaria, uffici doganali chiusi e formalità burocratiche.

## Villaggi adiacenti
- Nura
- Ikazak